# Al-Muzaffar Ahmad egyiptomi szultán
Al-Muzaffar Ahmad, azaz Abú sz-Szaádát Ahmad ibn al-Muajjad Sajh (1419. május 27. – ?) al-Muajjad Sajh fia, az egyiptomi burdzsí (cserkesz) mamlúkok hatodik szultánja volt (uralkodott 1421. január 14-étől augusztus 29-éig). Teljes titulusa al-Malik al-Muzaffar, melynek jelentése „a győzedelmes király”. 
Al-Muajjad Sajh huszonéves, hadi babérokkal ékeskedő idősebbik fia, asz-Szárimí Ibráhím még életében elhunyt, 1420. június 27-én. Az öreg szultán ekkor nem egészen egyéves kisfiát, Ahmadot próbálta elismertetni az elittel örökösének, ezért összehívott egy gyűlést az emírek, a vallás- és jogtudósok, illetve a kalifa, II. al-Mutadid részvételével. A gyűlés elfogadta a feltételeit, de amikor január 14-én meghalt, még aznap, eltemetése előtt felrúgták az általa kívánt uralmi rendet, és az-Záhir Barkúk egy másik mamlúkja, Tatar az-Záhirí vette át az irányítást Ahmad szultán feje felett, letörve Sajh fiatalabb híveinek (muajjadijja) ellenállását. Tatar augusztus 29-ére erősödött meg annyira, hogy letehesse Ahmadot, felrúgva Sajh dinasztiaalapítási törekvését. A kétéves szultán további sorsa ismeretlen.